# Mohamed Salman al-Khuwalidi
Mohamed Salman al-Khuwalidi (arabisch محمد سلمان الخويلدي, DMG Muḥammad Salmān al-Ḫuwailidī; * 18. Juni 1981 in Dhahran) ist ein ehemaliger saudi-arabischer Leichtathlet, der sich auf den Weitsprung spezialisiert hat. Er ist seit 2006 Inhaber des Asienrekords in dieser Disziplin und wurde 2007 Asienmeister.

## Sportliche Laufbahn
Mit 14 Jahren begann er mit der Leichtathletik und konzentrierte sich auf den Weitsprung und steigerte sich in drei Jahren auf 7,11 m. Bis 1999 verbesserte er sich auf 7,55 m, legte dann aber eine zweijährige Pause ein, weil er eine Stelle bei Saudi Aramco erhalten hatte und das Ausbildungsprogramm ihm keine Zeit ließ. 2002 übersprang er erstmals mit Windunterstützung die acht Meter (8,18 m) und belegte bei den Westasienspielen in Kuwait mit 7,55 m den vierten Platz und gelangte dann im Oktober bei den Asienspielen in Busan mit 7,32 m auf Rang neun. 2003 übertraf er erstmals ohne Windunterstützung (8,02 m) die 8-Meter-Marke und wurde bei den Arabischen Meisterschaften in Amman mit 7,89 m Vierter, ehe er bei den Asienmeisterschaften in Manila mit 7,63 m den neunten Platz belegte. 2004 siegte er bei den erstmals ausgetragenen Hallenasienmeisterschaften in Teheran mit einem Sprung auf 7,94 m und schied anschließend bei den Hallenweltmeisterschaften in Budapest mit 7,80 m in der Qualifikationsrunde aus. Im Oktober gewann er dann bei den Panarabischen Spielen in Algier mit 7,79 m die Silbermedaille hinter dem Algerier Issam Nima. Im Jahr darauf siegte er bei den Islamic Solidarity Games in Mekka mit 8,44 m und stellte damit einen neuen Asienrekord auf und verbesserte die Bestmarke des Chinesen Lao Jianfeng aus dem Jahr 1997 um vier Zentimeter. Anschließend musste er dann jedoch den Rest der Saison verletzt aussetzen. 2006 stellte er mit 8,48 m den aktuellen Asienrekord auf und wurde mit 8,34 m Zweiter beim Leichtathletik-Weltfinale in Stuttgart hinter dem Panamaer Irving Saladino und anschließend wurde er mit 8,11 m Dritter beim Leichtathletik-Weltcup in Athen hinter Saladino und dem Italiener Andrew Howe.
Die darauffolgende Saison brachte einen Rückschlag, weil sein Arbeitgeber ihn nicht mehr freistellte. Dennoch siegte er mit 7,95 m bei den Arabischen Meisterschaften in Amman sowie anschließend mit 8,16 m bei den Asienmeisterschaften ebendort und verpasste dann bei den Weltmeisterschaften in Osaka mit 7,85 m den Finaleinzug. Im November siegte er dann mit 8,19 m bei den Panarabischen Spielen in Kairo. Im Jahr darauf siegte er mit 8,24 m erneut bei den Hallenasienmeisterschaften in Doha und stellte damit einen neuen asiatischen Hallenrekord auf und löste damit den Chinesen Huang Geng als Rekordhalter ab. Anschließend gewann er bei den Hallenweltmeisterschaften in Valencia mit 8,01 m die Bronzemedaille hinter dem Südafrikaner Godfrey Khotso Mokoena und Christopher Tomlinson aus dem Vereinigten Königreich. Im August nahm er an den Olympischen Spielen in Peking teil, verpasste dort aber mit 7,93 m den Finaleinzug, wurde dann anschließend aber mit 8,04 m Dritter beim World Athletics Final in Stuttgart hinter dem Australier Fabrice Lapierre und seinem Landsmann Hussein al-Sabee. 2009 kam er bei den Weltmeisterschaften in Berlin mit 7,66 m nicht über die Qualifikation hinaus und im Jahr darauf erreichte er bei den Asienspielen in Guangzhou mit 6,78 m Rang elf. 2012 bestritt er in Riad seinen letzten offiziellen Wettkampf und beendete daraufhin seine aktive sportliche Karriere im Alter von 30 Jahren. 2016 versuchte er ein Comeback und klassierte sich bei den Hallenasienmeisterschaften in Doha mit 7,52 m den achten Platz und startete er auch ein paar mal im Freien, setzte dann aber im Juli endgültig einen Schlussstrich.
2012 wurde al-Khuwalidi saudi-arabischer Meister im Weitsprung.

## Persönliche Bestleistungen
- Weitsprung: 8,48 m, 2. Juli 2006 in Sotteville-lès-Rouen (Asienrekord)
  - Weitsprung (Halle): 8,24 m, 16. Februar 2008 in Doha (saudi-arabischer Rekord)